# NGC 2174
NGC 2174 est une nébuleuse en émission située dans la constellation d'Orion. NGC 2174 est aussi appelée nébuleuse de la Tête de Singe. NGC 2174 a été découverte par l'astronome allemand Karl Christian Bruhns en 1857. Il est probable que cette nébuleuse ait été observée par l'astronome sicilien Giovanni Battista Hodierna avant l'an 1654.

## Distance et envergure de la nébuleuse
NGC 2174 renferme l'amas ouvert NGC 2175 dont on connait la distance. Selon la base de données WEBDA, cet amas est à environ 1 627 pc (∼5 310 al) du système solaire. À cette distance, la taille maximale de la nébuleuse est d'environ 62 années-lumière.

## Notes historiques

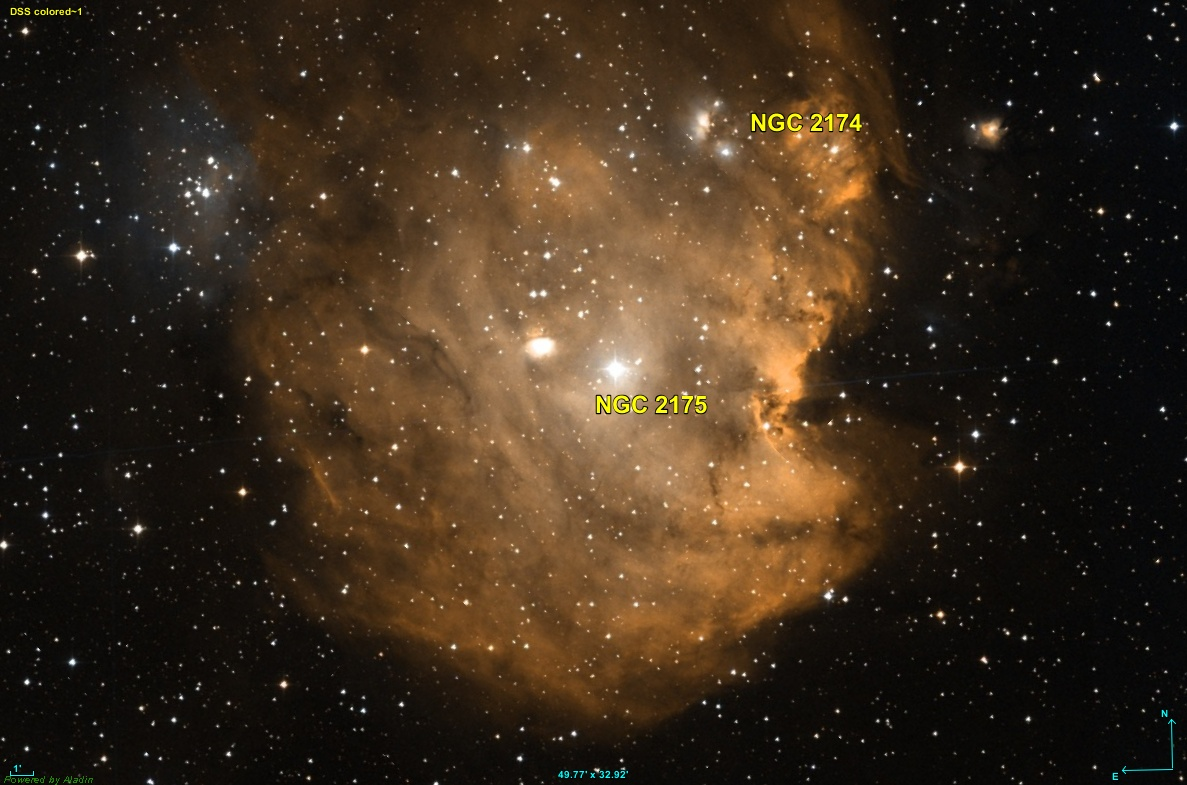
Selon le professeur Seligman, NGC 2174 est l'amas ouvert dans la partie supérieure droite de cette image et NGC 2175 est la nébuleuse entière. L'autre amas ouvert visible à gauche est quelquefois appelé NGC 2175S.

## Galerie

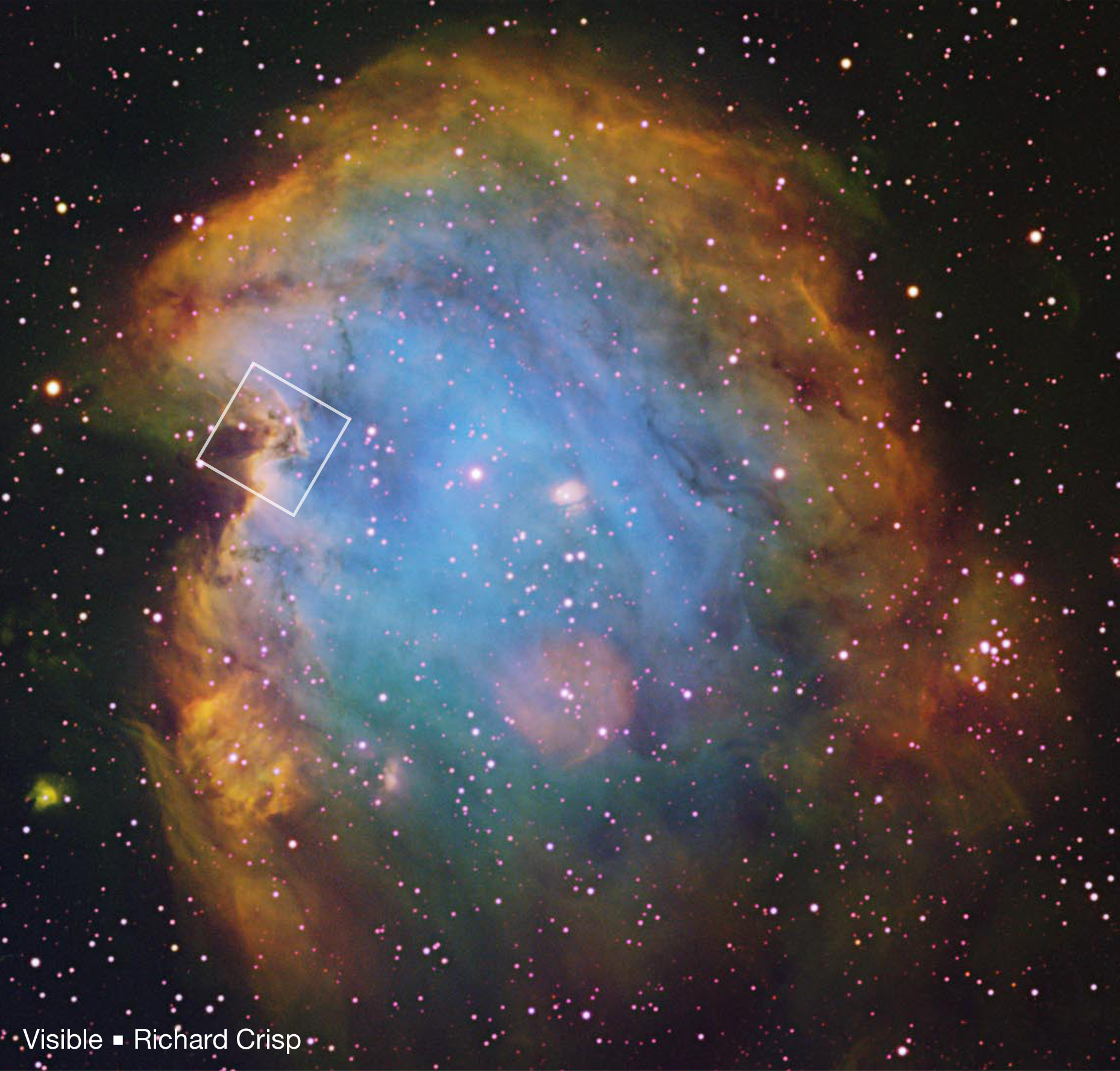
NGC 2174 par le télescope spatial Hubble.
Une partie de la nébuleuse NGC 2174 par le télescope spatial Hubble.
Une partie de la nébuleuse NGC 2174 par le télescope spatial Hubble.
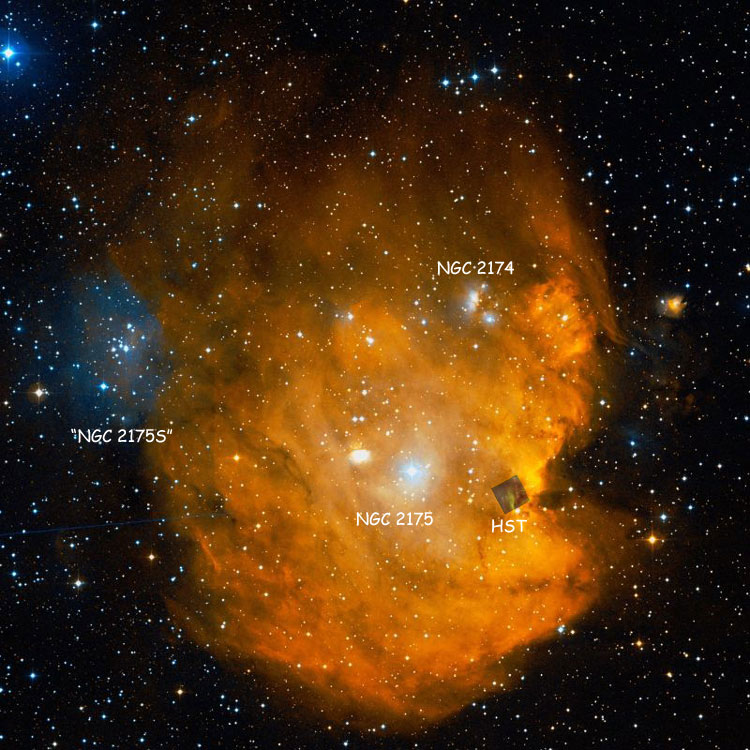
L'amas ouvert à gauche est souvent désignée par NGC 2175S. L'encadré sur cette image montre l'emplacement photographié en gros plan par le télescope spatial Hubble.
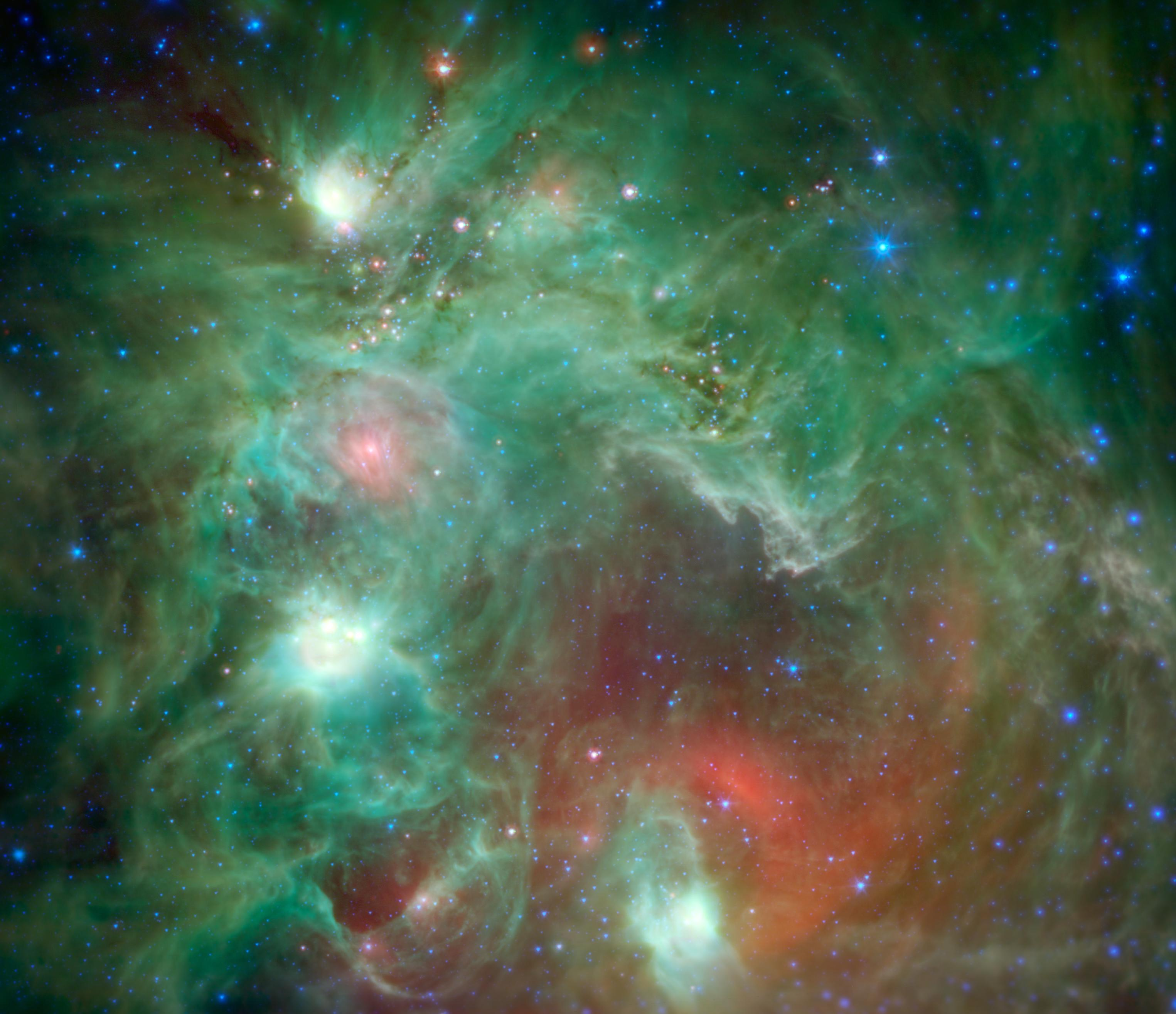
NGC 2174 dans le domaine de l'infrarouge par le télescope spatial Spitzer.